# Канюк степовий
Каню́к степови́й, або курга́нник (Buteo rufinus) — вид птахів родини Яструбові (Accipitridae) ряду Соколоподібні (Falconiformes), занесений до Червоної книги України. В Україні гніздовий, мігруючий, зимуючий вид.

## Опис

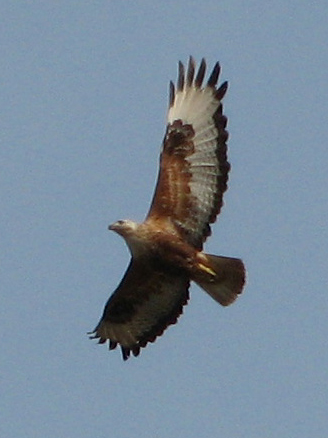
Дорослий птах у польоті

Найбільший серед канюків. Маса тіла: близько 1,5 кг, довжина тіла: 500–650 мм, розмах крил: 1260–1550 мм. У дорослого верх рудувато-бурий, голова, воло і груди вохристі, черево темне, хвіст світло-рудий. Низ тіла рудуватий, з темними поздовжніми плямами на горлі і грудях та рудими поперечними смугами на череві або білуватий з бурими плямами. Від інших птахів роду Buteo в польоті легко відрізняється за білою плямою при основі махових (знизу). Молодий птах рудіший, хвіст смугастий.

## Поширення
Гніздовий ареал охоплює Південно-Східна Європу, Малу, Центральну та Передню Азію, Закавказзя, Північну, Південно-Східна Африку.
В Україні поширений у лісостеповій, степовій смугах і Криму. Окремі пари гніздяться в лісовій смузі.

## Чисельність і причини її зміни
Європейська популяція виду має тенденцію до зростання чисельності і на 2004 р. була оцінена у 8,7-15 тис. пар. В Україні до середини ХХ ст. чисельність значно скоротилась, вид вважали зниклим. З 1980–1990 рр. почалося збільшення чисельності. Зараз в Україні гніздиться не менше 250 пар. Основні причини падіння чисельності: розорювання цілинних земель (ХІХ-ХХ ст.), відстріл хижих птахів у 1950–1969 рр., скорочення кормової бази. Сучасне зростання пов'язане з відновленням кормової бази (сліпаки, дрібні мишоподібні гризуни), наявністю гніздопридатних угідь (байрачні ліси, стиглі лісосмуги), відсутністю відстрілу хижих птахів.

## Особливості біології

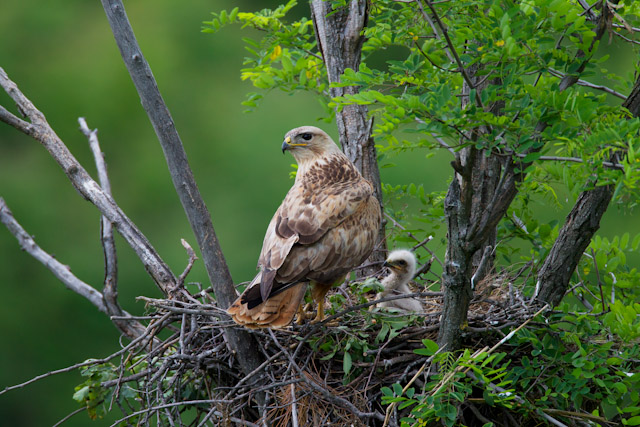
Дорослий птах на гнізді

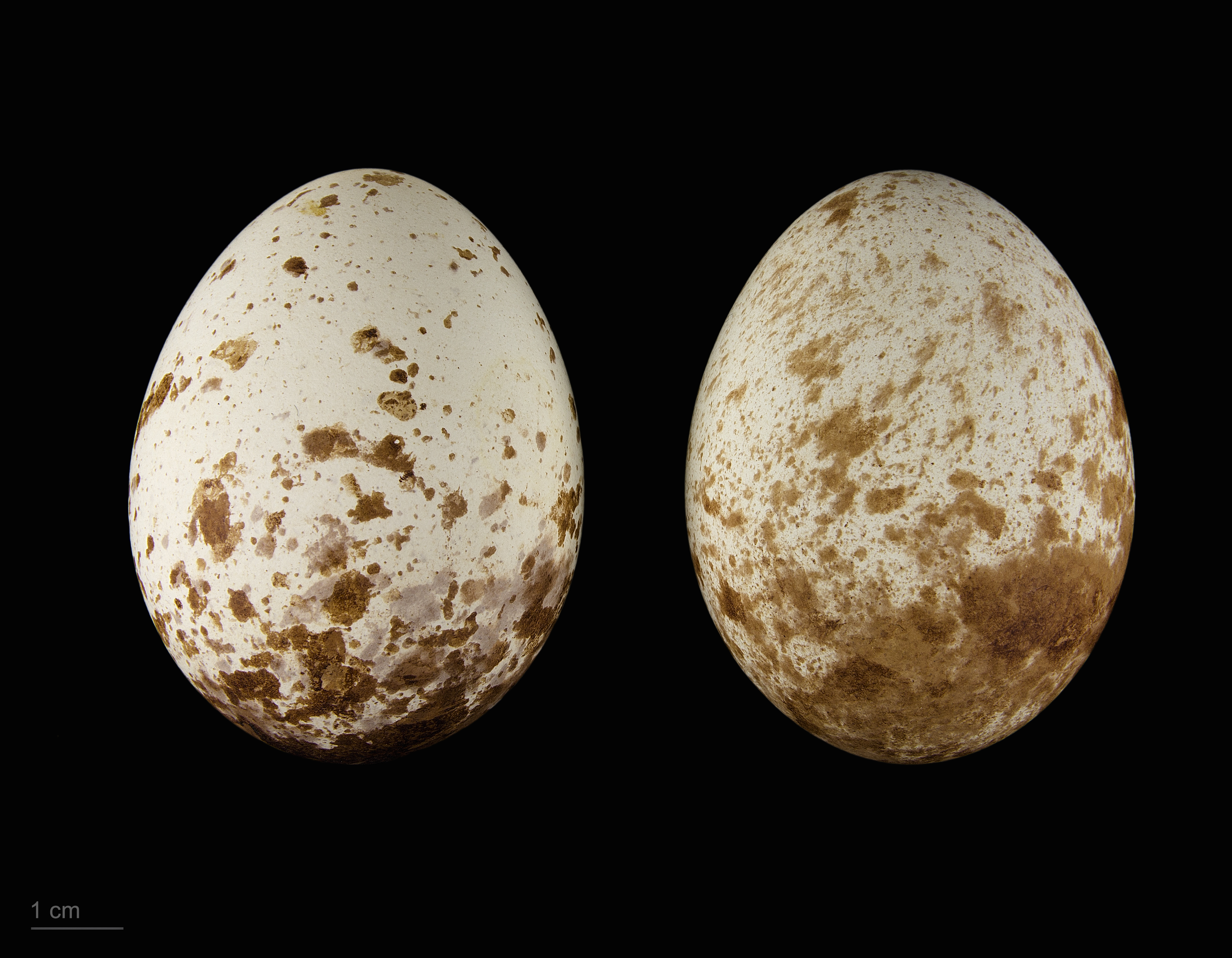
Яйця Buteo rufinus cirtensis (Тулузький музей)

Гніздиться на узліссях байрачних та штучних лісів, у старих лісосмугах, рідше на поодиноких деревах і опорах ЛЕП, в Криму — на вапнякових урвищах і скелях. З'являється на гніздових ділянках у березні — на початку квітня. На деревах гнізда будує у верхньому розгалуженні стовбура або на бічних гілках (4-20 м від землі). У кладці 2-5 яєць, які відкладаються наприкінці березня — на початку квітня. Насиджування триває близько 40 діб. Пташенята залишають гніздо наприкінці червня — на початку липня.
Під час міграцій трапляється майже на усій території України. Мігрує переважно поодинці. Невелика частина популяції зимує на півдні України.
Живиться мишами, ховрахами, кротами, іноді невеликими птахами.

## Охорона
Вид занесений до Червоної книги України (охоронна категорія: рідкісний), Європейського Червоного списку (вразливий), Конвенції з міжнародної торгівлі вимираючими видами дикої фауни і флори (CITES) (Додаток ІІ), Боннської (Додаток ІІ) та Бернської (Додаток ІІ) конвенцій.
В Україні охороняється в Українському степовому природному заповіднику, природному заповіднику «Єланецький степ», Національному заповіднику «Хортиця», Приазовському національному природному парку та ін.
Для охорони виду достатньо зберігати місця гніздування в острівних, байрачних лісах та старих лісосмугах.